# Sint Pieter (Maastricht)
Sint Pieter is een dorp, dat sinds 1920 onderdeel is van de gemeente Maastricht, de hoofdstad van de Nederlandse provincie Limburg. Het is ook de naam van de voormalige vrijheid Sint Pieter, de voormalige gemeente Sint Pieter en de Maastrichtse woonwijk met dezelfde naam. Sint Pieter is, enigszins verwarrend, tevens de naam van een van de 44 buurten van Maastricht, waarvan het dorp en de woonwijk Sint Pieter echter geen deel uitmaken. De naam is afgeleid van Sint-Petrus, de patroonheilige van zowel de parochie Sint-Pieter boven als Sint-Pieter beneden.

## Ligging

### Het dorp
Het dorp Sint Pieter ligt op de linkeroever van de rivier de Maas ten zuiden van Maastricht. Het ligt tevens op de oostflank van de Sint-Pietersberg. De kern van het dorp lag in het verleden (tot 1747) meer noordwaarts, dichter bij de stad Maastricht. Ook de dorpskerk lag oorspronkelijk hier. Door de vele belegeringen van Maastricht is van de historische bebouwing in dit gebied vrijwel niets meer over. De uitbreidingswijk die hier tegenwoordig ligt, op enige afstand van de huidige dorpskern van Sint Pieter en grenzend aan de bebouwde kom van Maastricht, heet officieel Villapark, maar wordt meestal aangeduid als Sint Pieter, soms met de nadere aanduiding "beneden", ter onderscheiding van de hoger gelegen dorpskern, "Sint Pieter boven".

### De voormalige vrijheid en gemeente
De vrijheid Sint Pieter - en de latere gemeente - besloeg het grondgebied tussen de rivieren Maas en Jeker met een kleine strook aan de oostzijde van de Maas (met onder meer de locatie van het huidige Gouvernement). In het noorden liep de gemeente door tot aan de buitenste grens van de vestingwerken van Maastricht. Ook het gebied van de 'Bisschopskommel', tussen de Jeker en de weg naar Vroenhoven, behoorde daartoe. In 1486 annexeerde Maastricht dit gebied, ommuurde het en noemde het daarna de Nieuwstad. De zuidgrens liep oorspronkelijk van ongeveer het huidige douanekantoor aan de Maas naar de Jeker, langs de Oude Marendalgroeve. Na de afsplitsing van België kwam er een deel van Kanne bij, tot aan de huidige landsgrens.

### De woonwijk vs. de officiële buurt Sint Pieter
Volgens de officiële wijk- en buurtindeling van de gemeente Maastricht (en het CBS) liggen de woonwijk noch de dorpskern van Sint Pieter in de buurt Sint Pieter; ze zijn beide ingedeeld bij de buurt Villapark. Volgens deze indeling omvat de buurt Sint Pieter slechts de dun bevolkte natuurgebieden ten zuidwesten van het dorp en de woonwijk Sint Pieter: de Sint-Pietersberg en het Jekerdal. De belangrijkste woonkern binnen dat gebied is het gehucht Lombok aan de Jeker. De buurt Sint Pieter grenst aan Wolder en Campagne in het noordwesten, Biesland, Jekerdal en Villapark in het noorden, de rivier de Maas in het oosten en de landsgrens met België in het zuiden en het westen. In de volksmond worden de namen Sint Pieter, Villapark en Jekerdal echter door elkaar gebruikt en wordt het hele gebied vaak Sint Pieter genoemd.

## Geschiedenis
De Sint-Petrusparochie werd voor het eerst schriftelijk vermeld in 1045 in een document betreffende de Luikse bisschop Waso (1042-48) in het archief van de Onze-Lieve-Vrouwebasiliek. De eerste kerk of kapel was mogelijk Karolingisch, op de plek waar tegenwoordig de Sint-Lambertuskapel staat. In een 8e-eeuws heiligenleven van Sint-Lambertus wordt van een kerk of kapel van Sint-Petrus gewag gemaakt, waar het lichaam van de gestorven bisschop aanvankelijk zou zijn bijgezet in het graf van zijn ouders, voordat het door zijn opvolger Hubertus werd overgebracht naar de nieuwgebouwde grafkapel in Luik, de latere Sint-Lambertuskathedraal. Volgens latere hagiografieën (uit het midden van de 12e eeuw) bezat Lambertus hier goederen, die later overgingen naar het bisdom Luik. Dit zou de basis vormen van de Luikse vrijheid (baronatus) Sint Pieter in de middeleeuwen (vanaf 1248?).
Uit de 11e eeuw dateert een zegelstempel, tegenwoordig in Brussel. De magistraat bestond uit twee burgemeesters en vier gezworenen. Het hooggerecht bestond uit een schout en een onbekend aantal schepenen. In 1400 waren er smeden, bakkers, gaardeniers en gewantmakers actief. Mogelijk had het dorp in deze tijd de kenmerken van een voorstad met een munthuis, een rechtsgebouw, een gasthuis en in tijden van voorspoed circa 500 huizen. Er zijn aanwijzingen dat het dorp in 1434 versterkt was.
Tussen 1295 en 1409 was het dorp Sint Pieter acht keer betrokken bij de strijd van de Luikenaren tegen het (deels) Brabantse Maastricht (zie Luiks-Brabantse oorlogen). In 1468 werd de stad Luik en het omliggende land na een opstand verwoest door de troepen van Karel de Stoute. Ook Sint Pieter zou toen worden platgebrand, maar het is niet duidelijk in hoeverre dat daadwerkelijk gebeurde. De Bourgondische hertog verordonneerde dat het grondgebied van Sint Pieter bij Maastricht werd gevoegd. Dat zou het einde betekenen voor de vrijheid van Sint Pieter. Het dorp viel voortaan onder de jurisdictie van het Luiks hooggerecht te Maastricht. Sint Pieter probeerde via de Luikse bisschop Johan van Horne zijn vrijheden terug te krijgen, maar de Maastrichtse raad en de ambachten gingen daartegen in beroep. Laatstgenoemden vreesden concurrentie en riepen de Maastrichtenaren in 1491 op om Sint Pieter af te breken. Waarschijnlijk werd dat plan ook toen niet, of slechts ten dele uitgevoerd. In 1493 werd getracht het conflict door de Grote Raad van Mechelen te laten beslissen, maar dat leverde niets op. Toch werd nog in hetzelfde jaar op 10 juni 1493 een akkoord bereikt, waarmee de inlijving van de baan was. Onduidelijk is of Sint Pieter zijn vrijheid volledig wist te herwinnen; de vermelding van schouten en schepenen in de 17e en 18e eeuw lijkt dat te bevestigen.
Verwoestingen vonden plaats in 1624 door Staatse troepen en in 1672 door Franse troepen. Door de gestage uitbreiding van de buitenwerken van de vesting Maastricht, met name in het gebied De Kommen, moesten delen van Sint Pieter herhaaldelijk worden gesloopt, omdat ze het schootsveld vanaf de vesting belemmerden. De bisschop van Luik protesteerde vergeefs hiertegen. Voorafgaand aan het Beleg van Maastricht in 1673 werd het buitenhuis La Motterie opgeblazen om vrij zicht op de vijandelijke activiteiten te waarborgen (zie: Claude van Lannoy). Om diezelfde reden moest in 1747, een jaar voor het Beleg door Maurits van Saksen tijdens de Oostenrijkse Successieoorlog, de kerk wijken. Die stond in de buurt van de hoek Luikerweg-Observantenweg, vlabij het Fort Sint Pieter. Twee jaar later werd een stuk oostelijker de voorganger van de huidige Sint-Lambertuskapel gebouwd. De parochiekerk werd herbouwd op een zuidelijkere locatie, op de oostflanke van de Sint-Pietersberg op veilige afstand van de vestingwerken van Maastricht.
In 1762 kwam Petrus Ceulen in Sint Pieter wonen, en diens nazaten bekleedden regelmatig het burgemeesterschap (1803-18, 1838-1920). Tijdens de Blokkade van Maastricht (1830-1833) bleef Sint Pieter Nederlands. Ook na de deling van Limburg in 1839, bleef Sint Pieter bij Nederland, als onderdeel van de bufferzone rondom Maastricht. Van 1845-50 werd het Kanaal Luik-Maastricht aangelegd, om van 1963-67 weer gedempt te worden, waarbij ruimte vrijkwam voor een verkeersweg. De huidige kerk werd gebouwd in 1875. In 1920 werd de gemeente Sint Pieter opgeheven. Van grote betekenis voor het dorp was de oprichting van de ENCI in 1924, een cementverwerkend bedrijf dat een groot deel van de Sint Pietersberg heeft afgegraven. In 2018 stopte de mergelwinning in de ENCI-groeve en een jaar later doofde de klinkeroven.

## Bezienswaardigheden
Van de vele rijks- en gemeentelijke monumenten kunnen genoemd worden:
- De Tombe, restant van een vroegmiddeleeuws mottekasteel op de Sint-Pietersberg
- Kasteelruïne Lichtenberg, een middeleeuwse donjon met een 18e-eeuwse kasteelhoeve
- Huis de Torentjes, een deels 16e-eeuws landhuis
- Fort Sint Pieter, in 1702 gebouwd op de noordflank van de Sint-Pietersberg
- Buitengoed Slavante, herensociëteit uit 1846 met uitzicht over het Maasdal
- Sint-Antoniuskapel, barokke kapel van mergelsteen, behorend bij het Observantenklooster (grotendeels verdwenen)
- Kerk van Sint-Pieter boven, neogotische kerk uit 1875
- Villa Maaszicht, eclectische villa uit 1874
- Lourdesgrot Sint Pieter, een van de oudste van Nederland
- Sint-Rochuskapel, eenvoudige laat-19e-eeuwse kapel op de Sint-Pietersberg
- Hoeve Zonneberg, typisch Limburgse vierkantshoeve van mergel uit 1875 op de Sint-Pietersberg
- De Molen van Lombok en de Molen van Dollaert, twee watermolens op de Jeker
- Hoeve Nekum en Apostelhoeve, 16e/17e-eeuwse vierkantshoeven met wijngaarden op de Louwberg in het Jekerdal

## Natuur en landschap
Sint Pieter ligt op de linkeroever van de Maas, op een hoogte van ongeveer 60 meter. In het westen ligt de helling van de Sint-Pietersberg, ten zuiden de ingang van het gangenstelsel Zonneberg, het Slavantebos en de cementfabriek met groeve van de ENCI. Zuidelijk daar weer van ligt de kunstmatige berg D'n Observant en de Belgisch-Nederlandse grens.

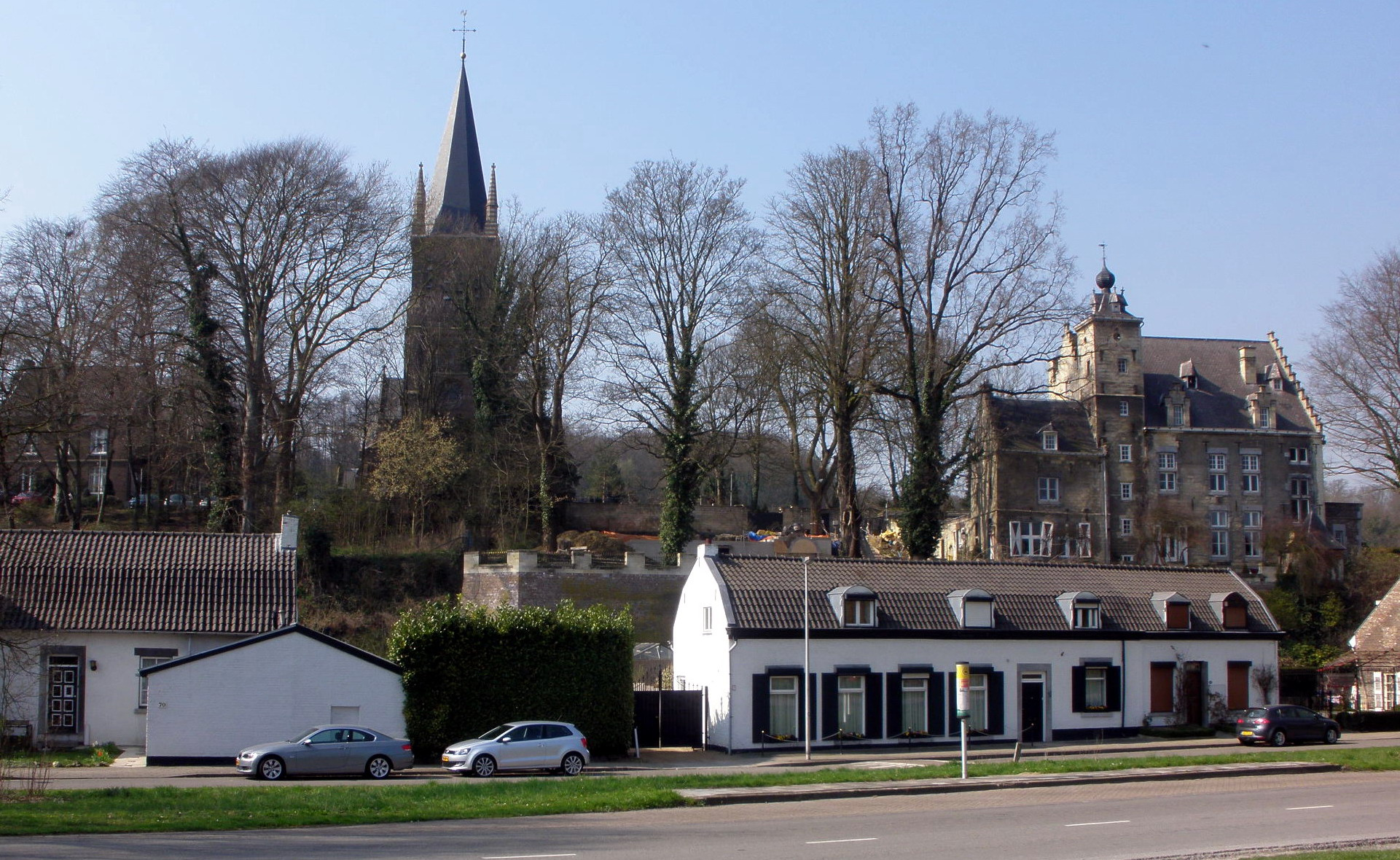
Het dorp Sint Pieter
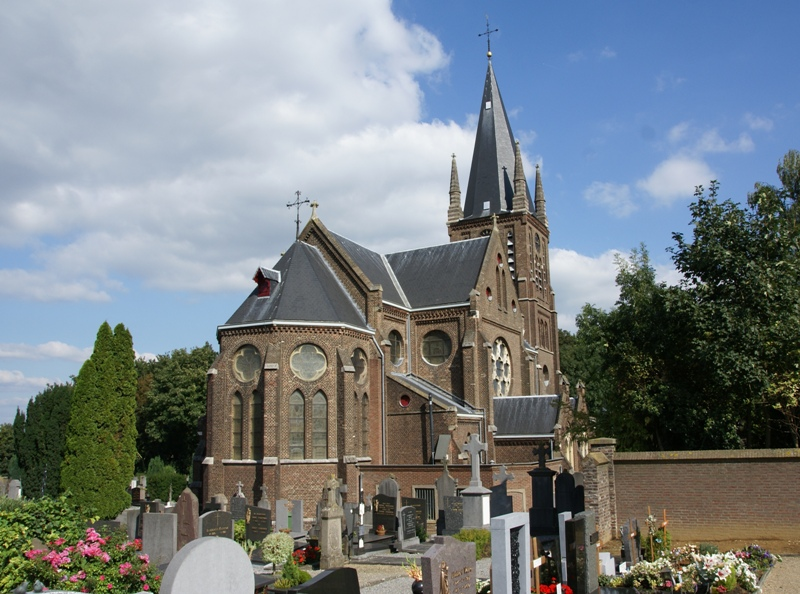
Kerk Sint Pieter-Boven
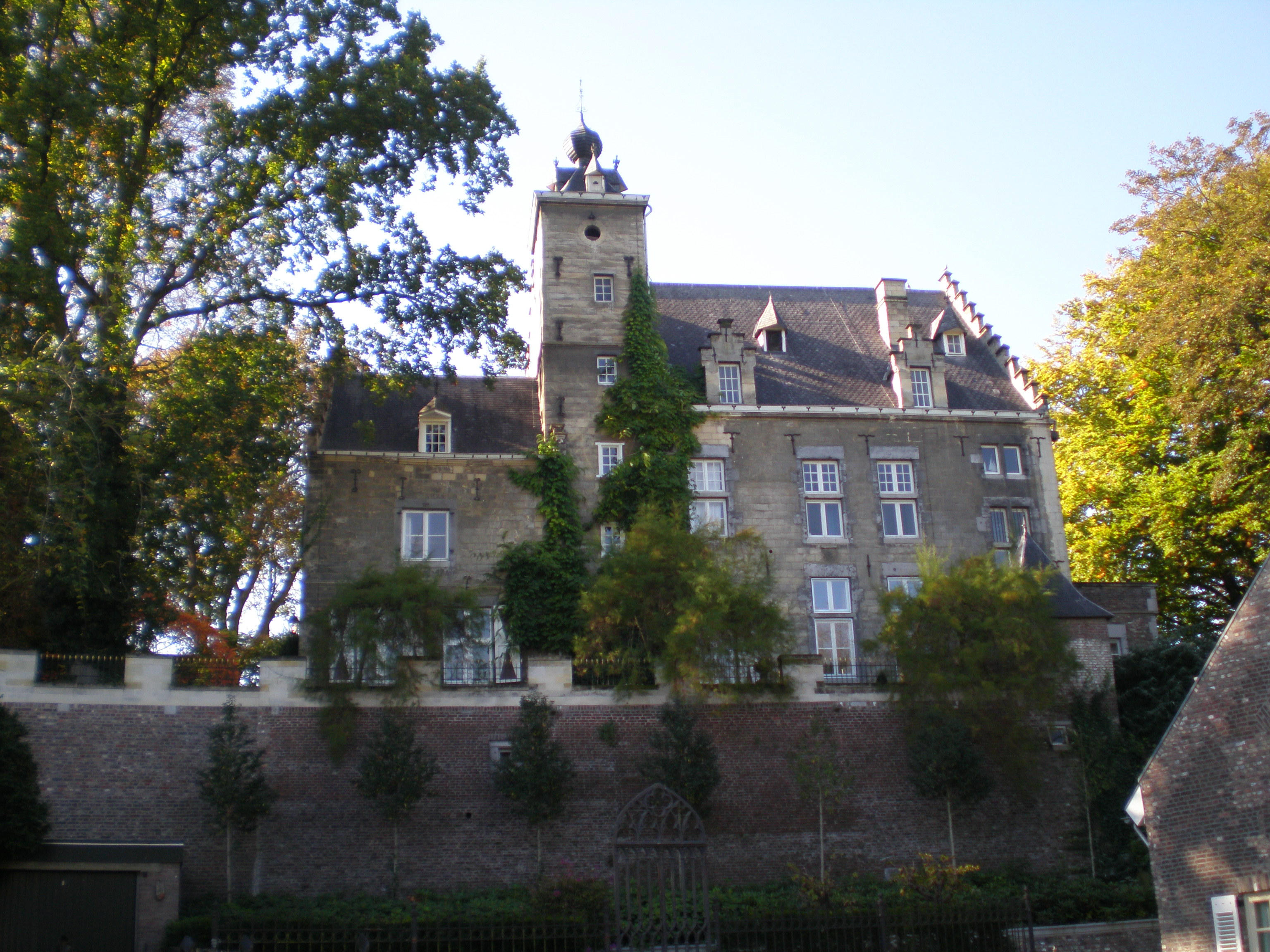
Huis De Torentjes
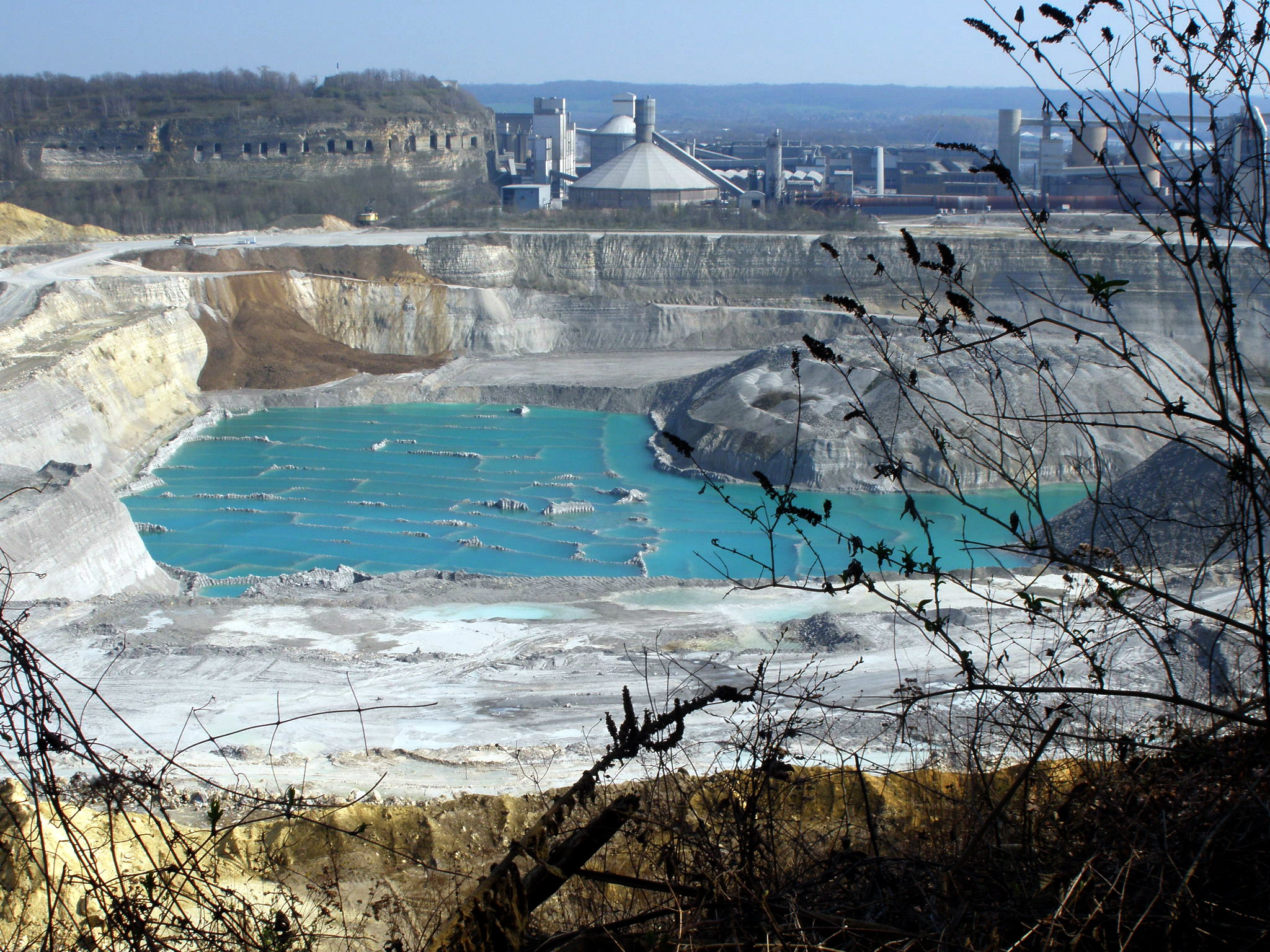
ENCI-groeve
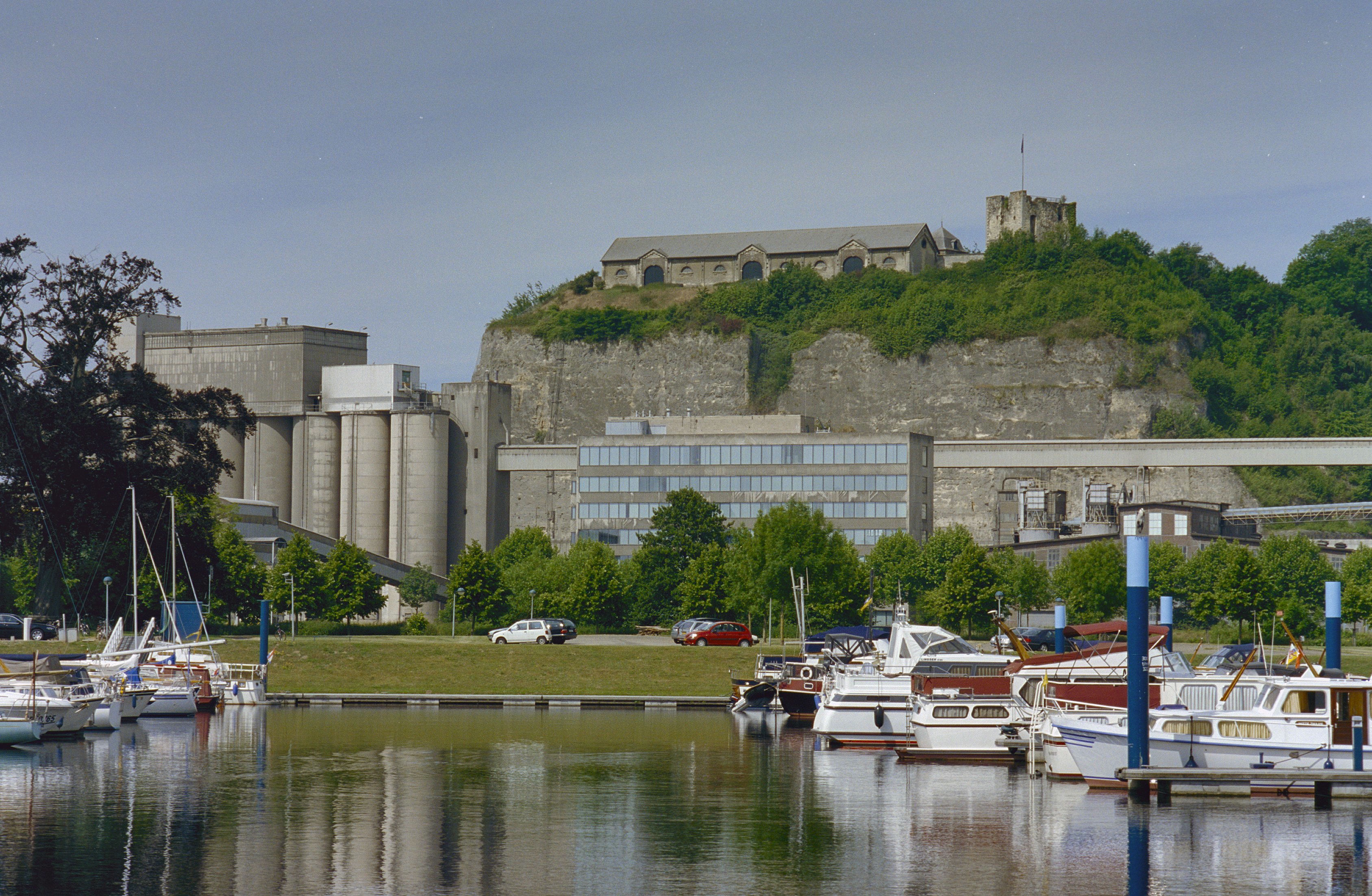
Ruïne Lichtenberg
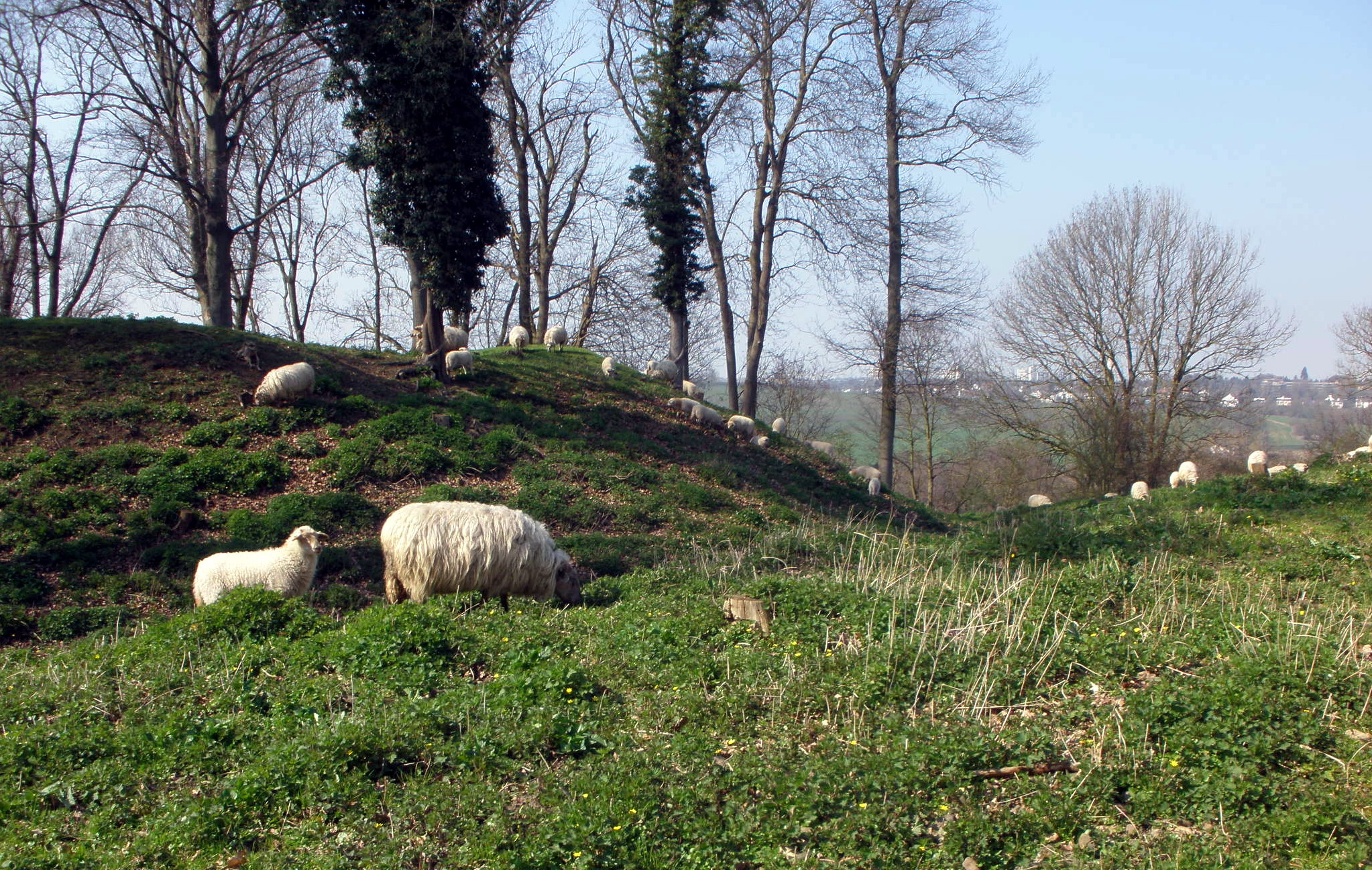
Schaapskudde Sint-Pietersberg
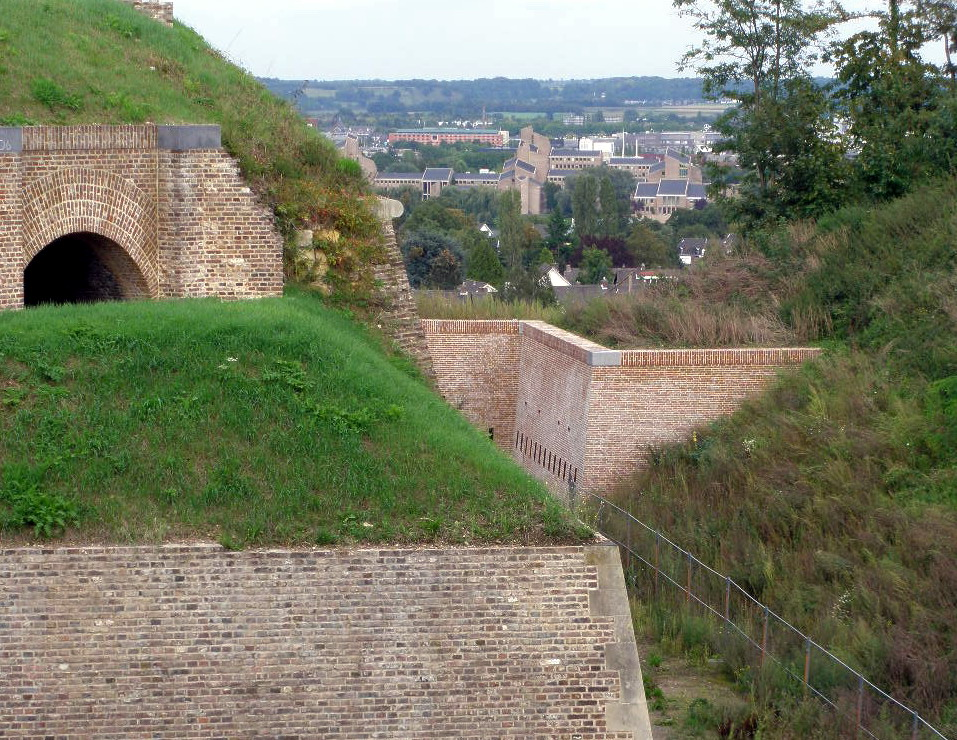
Fort Sint Pieter
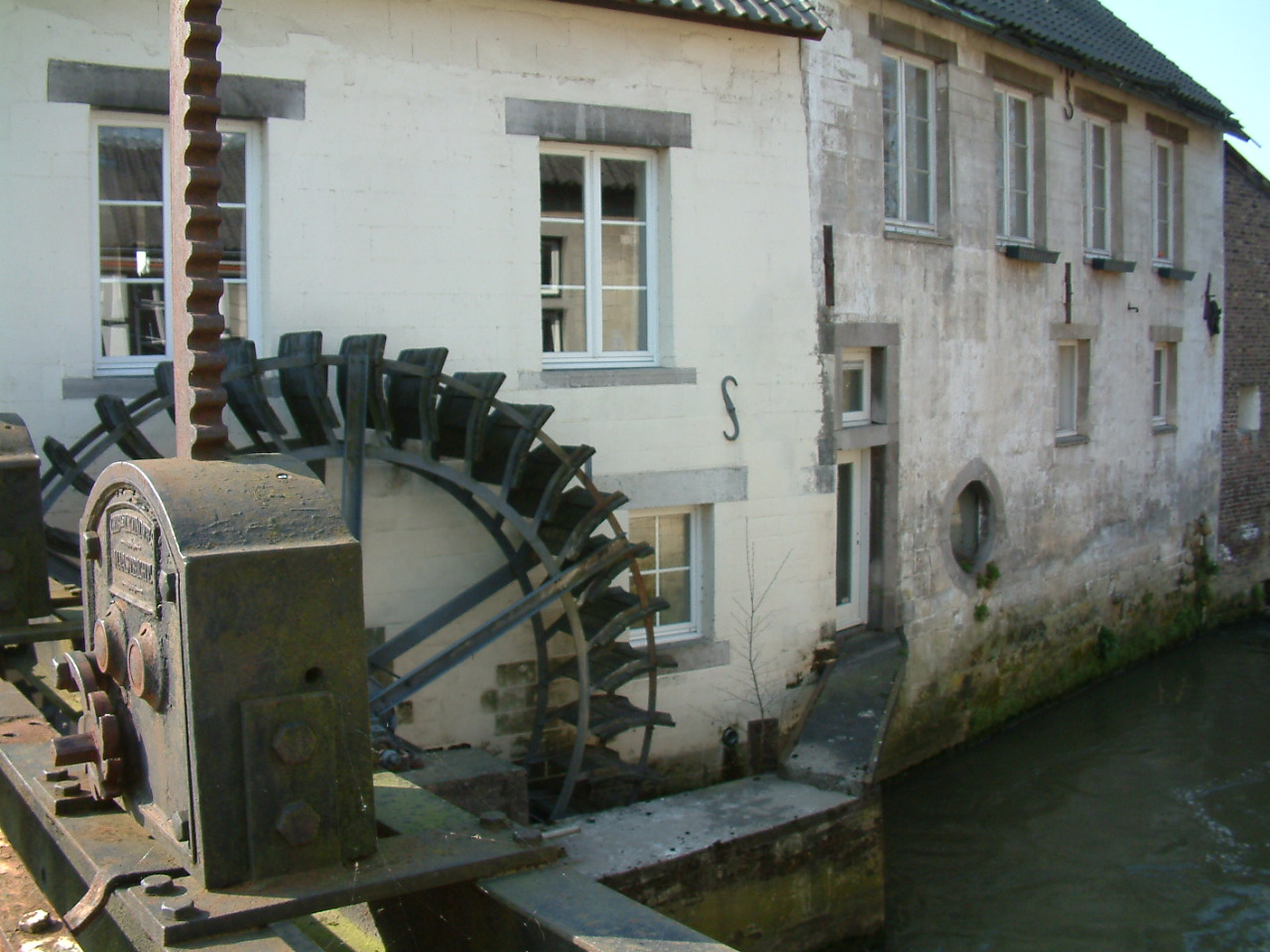
Molen van Lombok